# Andıl
Andıl ist ein Ortsteil (Mahalle) im Landkreis Kozan der türkischen Provinz Adana mit 192 Einwohnern (Stand: Ende 2024). Im Jahr 2011 hatte der Ort 118 Einwohner.